# Montesa
Ne doit pas être confondu avec Montesa (moto).
Montesa (en valencien et en castillan) est une commune d'Espagne de la province de Valence dans la Communauté valencienne. Elle est située dans la comarque de la Costera et dans la zone à prédominance linguistique valencienne.

## Géographie

Localisation de Montesa
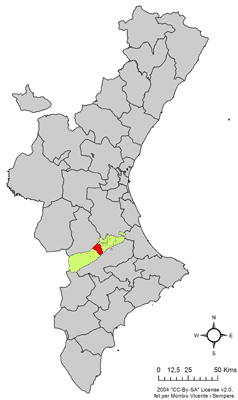
dans la Communauté valencienne.
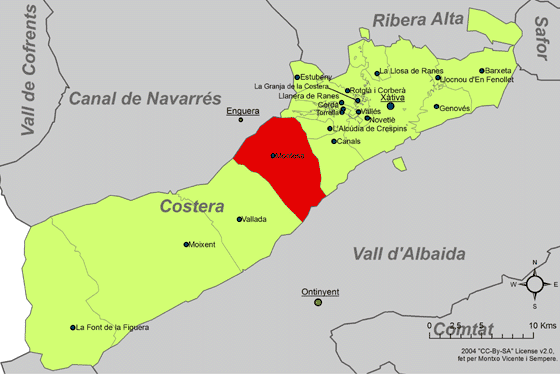
dans la comarque de la Costera.

Depuis Valence, on accède à cette localité en suivant l'A-7 puis l'A_35 espagnoles. Elle se situe également sur la ligne ferroviaire de proximité (« Cercanías » en castillan) C-2 de Valence (RENFE).

### Localités limitrophes
Le territoire communal de Montesa est voisin de celui des communes suivantes : L'Alcúdia de Crespins, Aielo de Malferit, Canals, Enguera, Xàtiva et Vallada, toutes situées dans la province de Valence.

## Démographie
| 1990  | 1992  | 1994  | 1996  | 1998  | 2000  | 2002  | 2004  | 2005  |
| ----- | ----- | ----- | ----- | ----- | ----- | ----- | ----- | ----- |
| 1.248 | 1.270 | 1.244 | 1.260 | 1.258 | 1.256 | 1.353 | 1.400 | 1.414 |

## Patrimoine

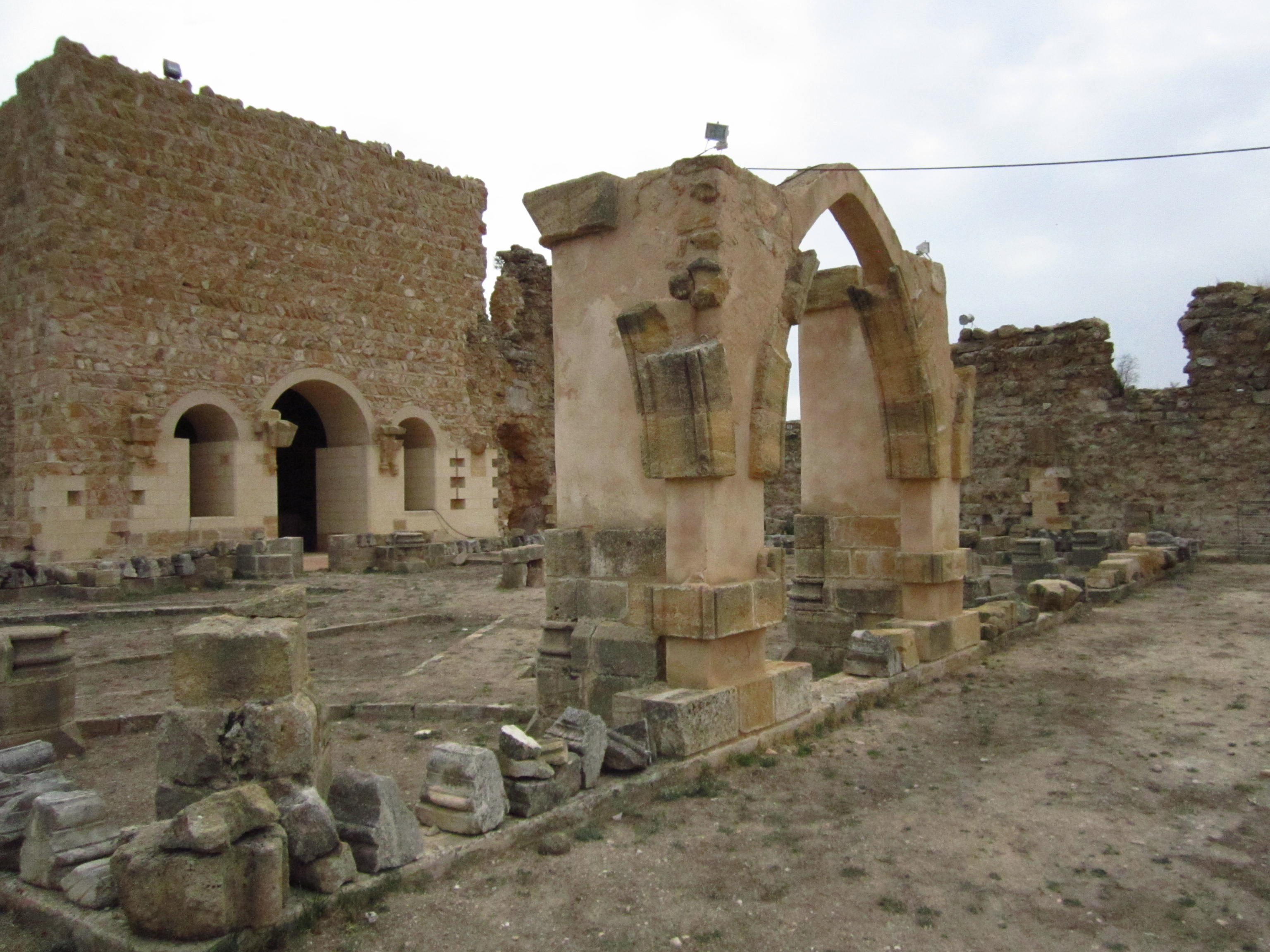
Château
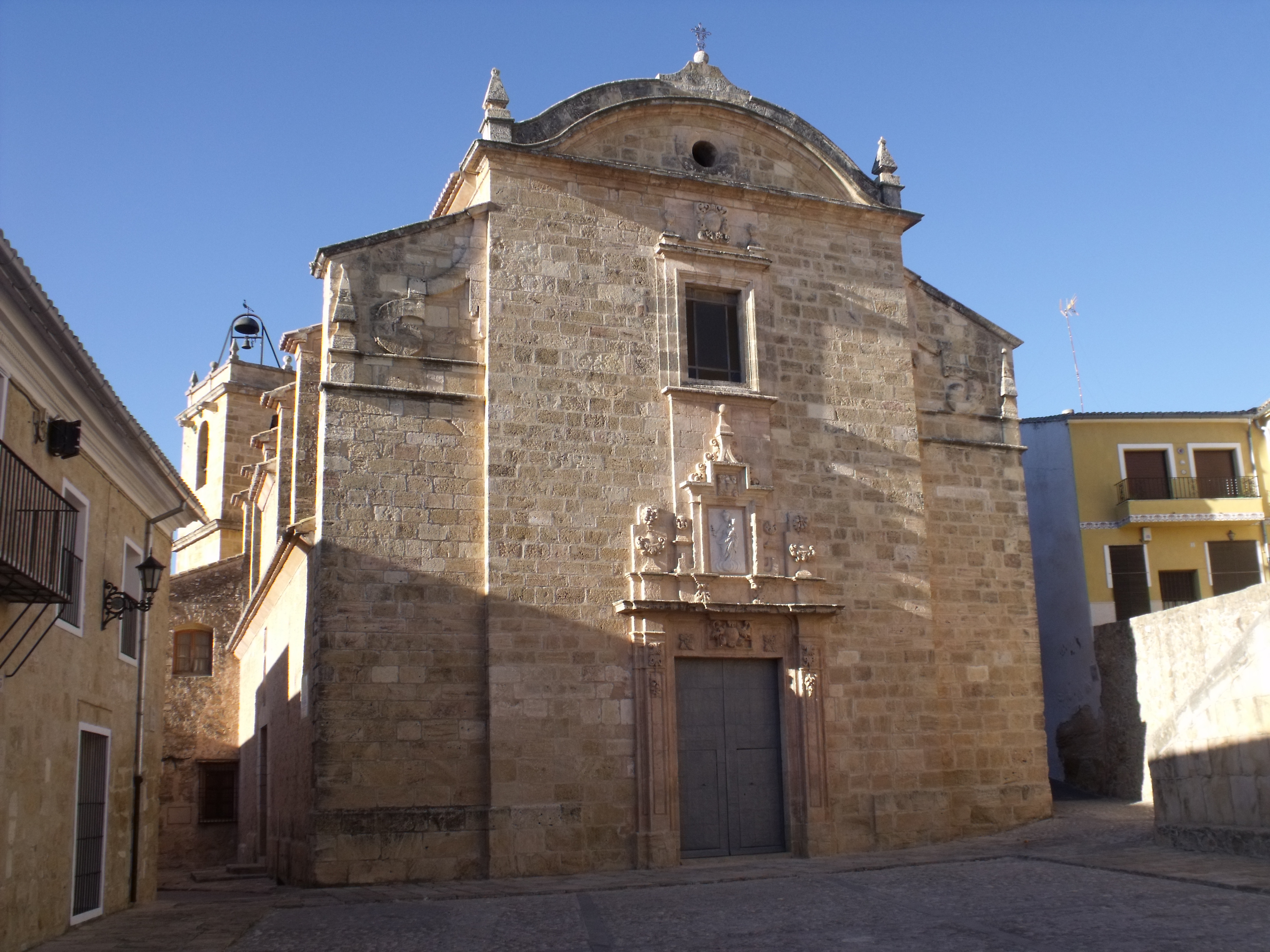
Église

### Sources
- (es) Cet article est partiellement ou en totalité issu de l’article de Wikipédia en espagnol intitulé « Montesa (Valencia) » (voir la liste des auteurs).